# Se Eu Ficar
If I Stay (br/pt: Se Eu Ficar) é um filme de drama estadunidense de 2014 dirigido por R. J. Cutler, baseado no romance If I Stay de Gayle Forman e estrelado por Chloë Grace Moretz, Mireille Enos, Liana Liberato, Lauren Lee Smith e Jamie Blackley. Ele foi lançado em 20 de agosto nos Estados Unidos, 28 de agosto em Portugal e 5 de setembro no Brasil.

## Sinopse
Mia Hall acreditava que a decisão mais difícil que enfrentaria em sua vida seria escolher entre seguir seus sonhos na escola de música Juilliard ou seguir um caminho diferente com o amor de sua vida, o seu namorado rebelde e totalmente diferente dela, Adam. Mas quando o que deveria ter sido um passeio despreocupado de família leva a vida de sua mãe Kat, seu pai Denny e seu irmão mais novo Teddy, tudo muda em um instante devido ao acidente que tivera, e agora sua própria vida está em jogo enquanto ela está em coma em um hospital. Presa em um limbo entre a vida e a morte para um dia revelador, ela pisca de volta para o passado, e tem uma experiência extracorpórea enquanto observa amigos e familiares se reunindo no hospital. Ela deve tomar uma decisão que não só irá decidir o seu futuro, mas também o seu destino final.

## Elenco
- Chloë Grace Moretz como Mia Hall
- Mireille Enos como Kat Hall
- Joshua Leonard como Denny Hall
- Stacy Keach como Avô
- Lauren Lee Smith como Willow
- Liana Liberato como Kim Schein
- Jamie Blackley como Adam Wilde
- Aliyah O'Brien como EMT
- Jakob Davies como Teddy Hall
- Andre Holanda como Austin Kerma

## Produção
Em dezembro de 2010, foi anunciado que um filme baseado no romance If I Stay estava em obras no Summit Entertainment em que Dakota Fanning, Chloë Grace Moretz e Emily Browning estavam em negociações para interpretar Mia. Catherine Hardwicke foi anexada a direção, mas foi substituída pelo cineasta brasileiro Heitor Dhalia, Igualmente, este também deixou o filme mais tarde. Em 24 de janeiro de 2013, Moretz foi escalada para o papel principal e R. J. Cutler foi anunciado como o novo diretor do filme. A rodagem do filme começou dia 30 de outubro de 2013, em Vancouver, com filmagens também em Coquitlam, Colúmbia Britânica.

## Marketing
Em 15 de abril de 2014, o primeiro trailer oficial foi lançado. Outro trailer do filme foi lançado em 5 de junho. Um novo trailer para o filme foi lançado em 22 de julho.

## Lançamento
Em janeiro de 2014, a Metro-Goldwyn-Mayer e Warner Bros. anunciaram a distribuição do filme e com lançamento previsto para 22 de agosto de 2014.

## Recepção
If I Stay teve recepção mista por parte da crítica especializada. Em base de 35 avaliações profissionais, alcançou uma pontuação de 47/100 no Metacritic.